# Gastronomía de Mauritania

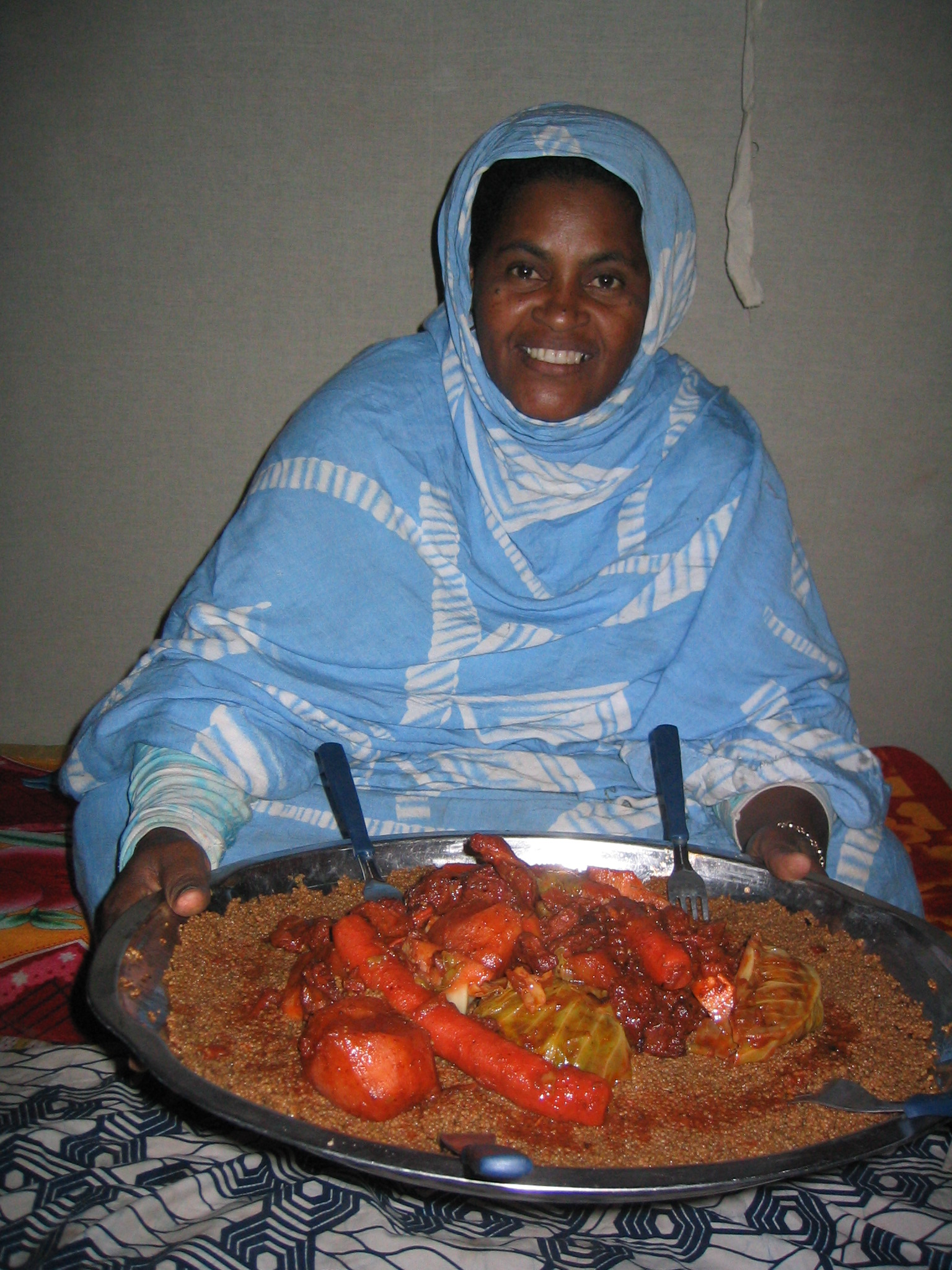
Cuscús de camello, hecho debajo de la carpa en las dunas de Ajouer (Mauritania)

Ubicación de Mauritania

La gastronomía de Mauritania incluye las prácticas culinarias del país africano. Históricamente, lo que ahora es Mauritania ha sido influenciado por pueblos árabes y africanos que han vivido y atravesado el "marcado" paisaje enmarcado con dunas del desierto del Sahara en caravanas. Existe una superposición con la cocina marroquí en el norte y la cocina senegalesa en el sur. La influencia colonial francesa (Mauritania fue una colonia hasta 1960) también ha desempeñado un papel importante en la cocina de una tierra relativamente aislada. El alcohol está prohibido en la fe musulmana y su venta se limita en gran medida a los hoteles. El té de menta se consume ampliamente y se vierte desde lo alto para crear espuma. Tradicionalmente, las comidas se consumen de forma comunal.

## Platos

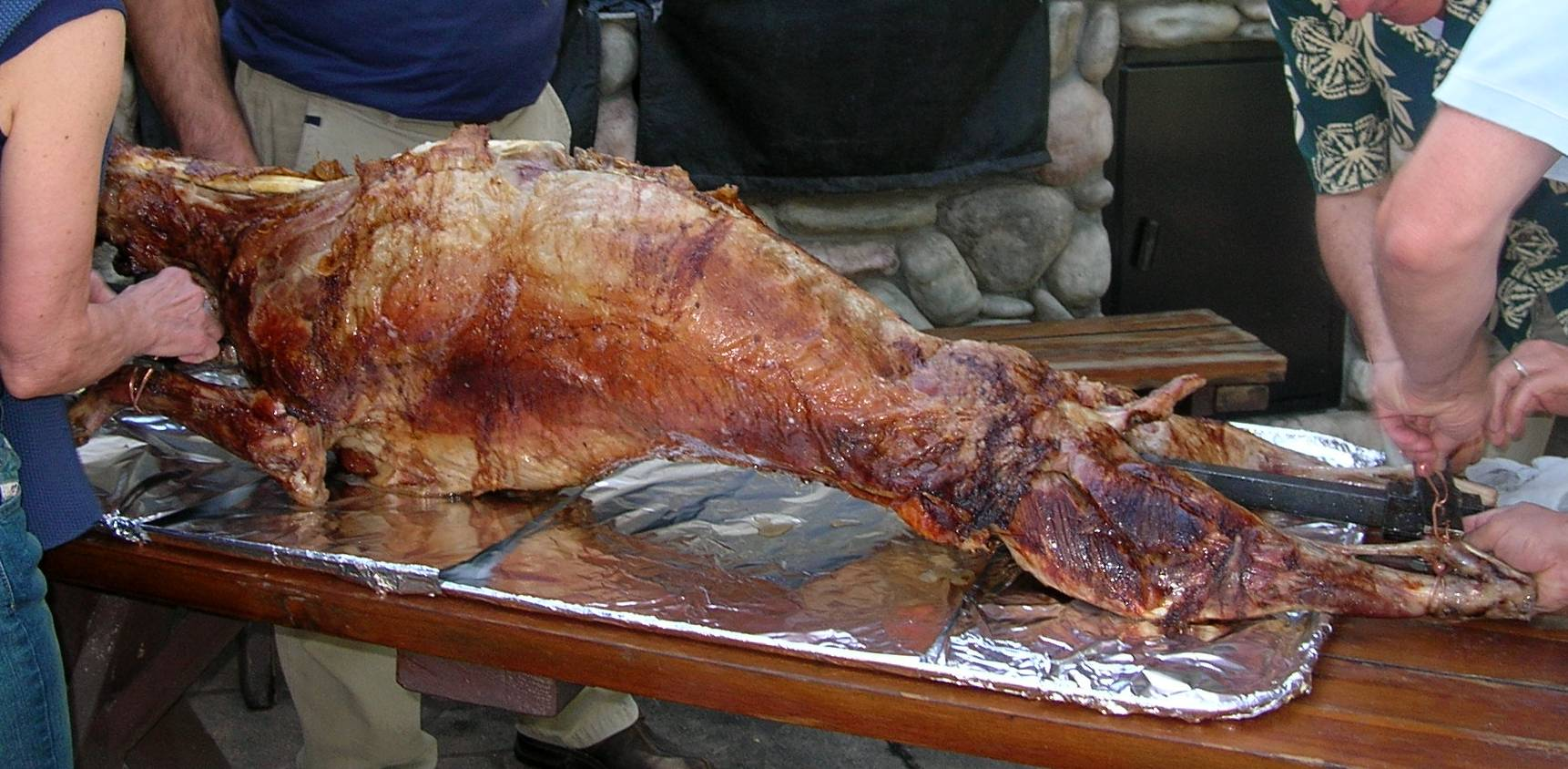
Méchoui

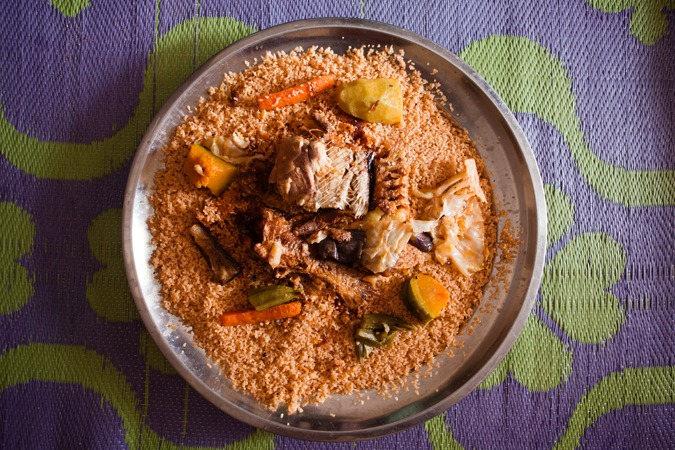
Thieboudienne en Mauritania

Los platos tradicionales mauritanos incluyen: 
- Dátiles
- Thieboudienne (Cheb-u-jin), un plato costero de pescado y arroz, que se considera el plato nacional de Mauritania. Se sirve en una salsa blanca y roja, generalmente hecha de tomates.[3]
- Méchoui, cordero asado entero
- Pescado con especias
- Arroz con verduras
- Bolas de pescado
- Pescado seco
- Carne seca
- cuscús
- Cabra rellena de arroz[1]
- Camello (inusual)  (hecho de Dromedarios )
- Queso Caravane
- Poulet Yassa, asado de pollo con verduras servido sobre papas fritas o arroz. Originalmente es un plato senegalés de las tribus wolof y pulaar.
- Maafe, carne de cabra o camello en salsa de maní, quingombó y tomate. Se sirve sobre arroz y también se puede hacer sin carne (para vegetarianos).
- Pez Yassa[4]
- Hakko, una salsa hecha de vegetales de hoja servida con frijoles sobre cuscús
- Lakh, cuajada de queso o yogur con coco rallado servido sobre gachas de mijo dulce[5]
- Al-Aich
- Marolaym
- Trigo bulgur con frutos secos
- Maru we-llham, carne con arroz y verduras
- Terrina mauritana
- Camel Chubbagin
- Cherchem, cuscús de cordero mauritano
- Chubbagin Lélé y Raabie
- Pastelería de pescado
- Fideos mauritanos
- Harira, plato de sopa mauritana
- Filete de pimienta mauritana con coco
- Banaf
- Leksour, panqueques mauritanos con salsa de carne y verduras[6]
- Avocado pudding
- Bonava, un estofado de cordero
- Maffé, carne y verduras en salsa de maní[7]
- Jarabe de Roselle (Sirop de Bissap)
- Al-Aïch, pollo, frijoles y cuscús[8]

### Bebidas
- té de menta
- Zrig, leche de camello (hecha de dromedarios)
- Bebida de fruta Baobab (Jus de Bouye)[4]